# Ошхерели, Элгуджа Иванович
Элгуджа Иванович Ошхерели (1932, ССР Грузия) — шофёр Кутаисского грузового автотранспортного предприятия № 4 Министерства автомобильного транспорта Грузинской ССР. Герой Социалистического Труда (1974). Депутат Верховного Совета Грузинской ССР.

## Биография
Родился в 1932 году на территории современной Грузии. После срочной службы в Советской Армии с начала 1950-х годов трудился водителем грузового автомобиля Кутаисского АТП-4. Ежегодно показывал высокие трудовые результаты. За выдающиеся трудовые достижения по итогам работы в годы Восьмой пятилетки (1966—1970) был награждён Орденом Трудового Красного Знамени.
Досрочно выполнил социалистические обязательства первых трёх лет Девятой пятилетки (1971—1975), выполнив плановые задания на 119,2 %. За эти годы перевёз 33,896 тысячи тонн грузов вместо 24,4 тысяч тонн по плану. Указом Президиума Верховного Совета СССР от 23 января 1974 года удостоен звания Героя Социалистического Труда за «выдающиеся успехи в выполнении заданий пятилетки и принятых социалистических обязательств за 1973 год» с вручением ордена Ленина и золотой медали «Серп и Молот» (№ 16658).
Избирался депутатом Верховного Совета Грузинской ССР.
После выхода на пенсию проживал в Кутаиси.
Награды
- Герой Социалистического Труда
- Орден Ленина
- Орден Трудового Красного Знамени (04.05.1971)